# Cuencas costeras entre límite regional y río Mataquito
Las cuencas costeras entre límite regional y río Mataquito son varias cuencas hidrográficas costeras contiguas exorreicas de régimen pluvial ubicadas entre el límite regional de 1978 O'Higgins-Maule y el río Mataquito que la Dirección General de Aguas ha reunido en el ítem 070 del inventario de cuencas de Chile (BNA).

## Límites y relieve

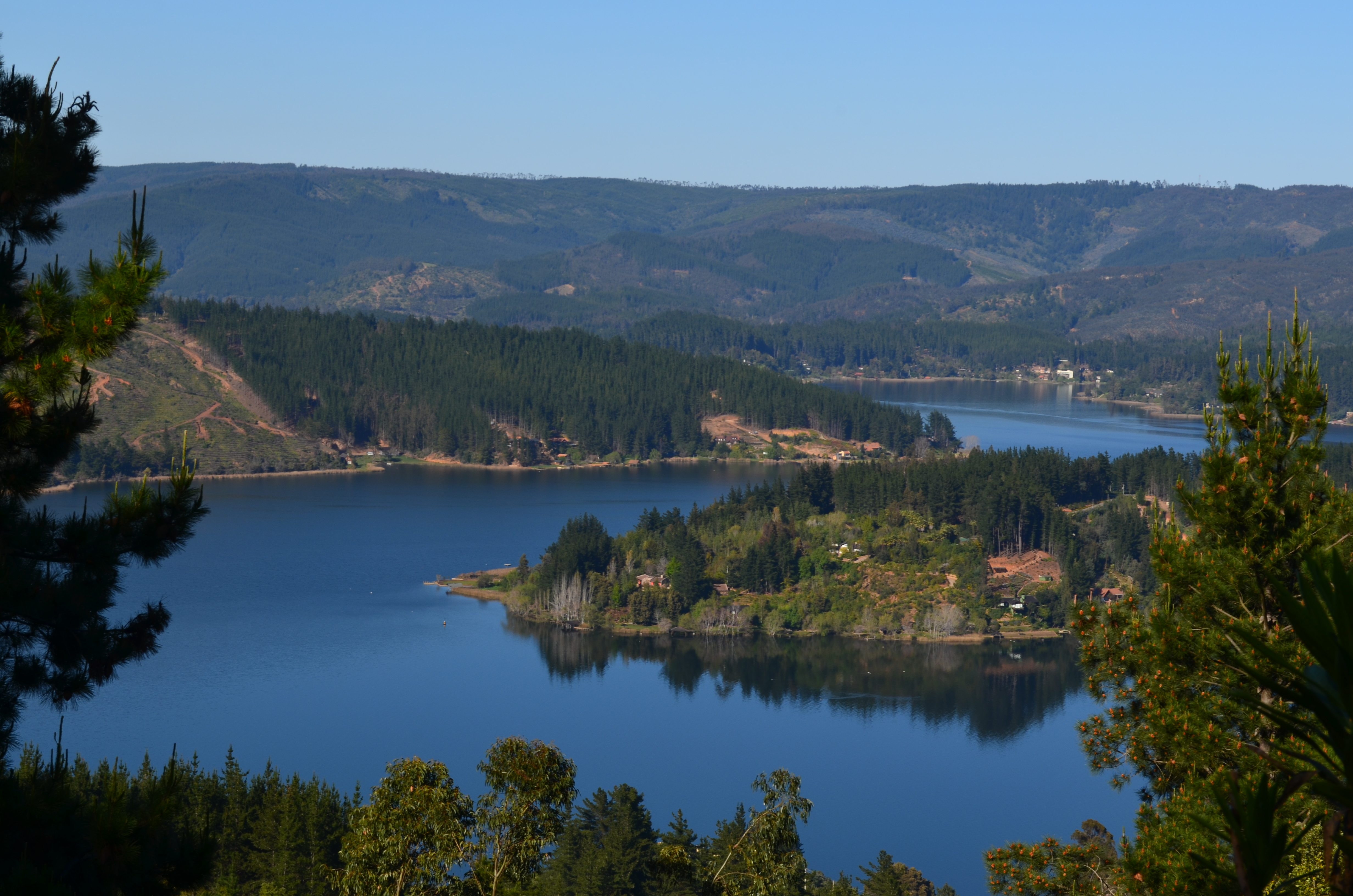
El lago Vichuquén emplazado entre colinas de la cordillera de la Costa.

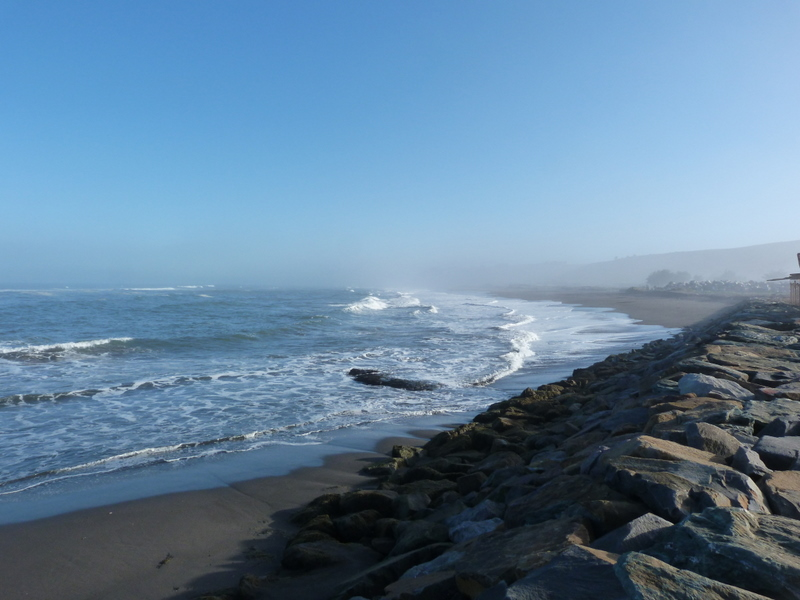
Costa de Iloca.

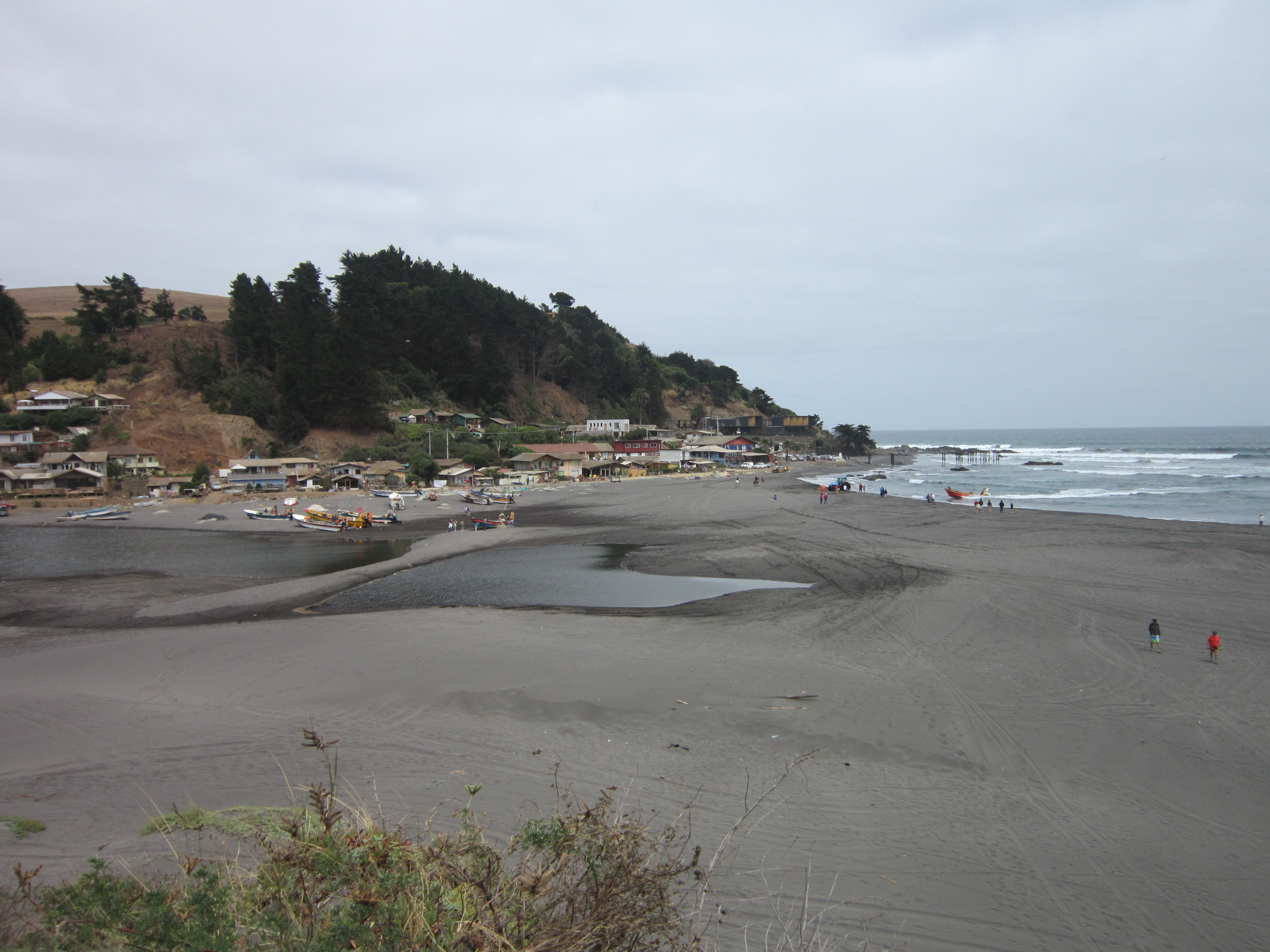
Caleta y playa de Llico, en la desembocadura del lago Vichuquén.

Este grupo de cuencas limita al norte con las cuencas costeras Rapel-Estero Nilahue y al sur con la cuenca del río Mataquito. Al oeste está su plano de equilibrio que es el océano Pacífico.

## Población
El sistema de información y monitoreo de biodiversidad del Ministerio del Medio Ambiente de Chile señala la siguiente distribución de la superficie de la cuenca entre las comunas (el porcentaje es de la cuenca):
| Región                                | Provincia     | Comuna    | Hectáreas  | Porcentaje |
| ------------------------------------- | ------------- | --------- | ---------- | ---------- |
| Libertador General Bernardo O'Higgins |               |           | 212,439    | 0,346%     |
|                                       | Cardenal Caro |           | 78,957     | 0,129%     |
|                                       |               | Paredones | 78,957     | 0,129%     |
|                                       | Colchagua     |           | 133,482    | 0,218%     |
|                                       |               | Lolol     | 133,482    | 0,218%     |
| Maule                                 |               |           | 61.088,876 | 99,543%    |
|                                       | Curicó        |           | 61.088,876 | 99,543%    |
|                                       |               | Hualañé   | 18.217,597 | 29,685%    |
|                                       |               | Licantén  | 7.509,99   | 12,237%    |
|                                       |               | Vichuquén | 35.361,289 | 57,621%    |

Entre los poblados de la zona se encuentran Bucalemu, Iloca y Boyeruca.

## Subdivisiones
La Dirección General de Aguas subdivide o reúne las cuencas de Chile acorde a las necesidades de estudio y gestión. Existen dos inventarios que han logrado ser aceptados como principales, el del inventario de cuencas del Banco Nacional de Aguas (BNA) de 1978, de mayor uso, y el inventario de cuencas del Departamento de Administración de Recursos Hídricos (DARH) de 2014 de mejor cartografía que ha obligado a redefinir algunos límites, a veces con cambios mayores, pero también por algunas redefiniciones del concepto de subcuenca.
Bajo el BNA el código del ítem es 070 y con el DARH es 0700.
La subdivisión del BNA es como sigue:
| Cuenca                                                    | Subcuenca | Subsubcuenca | Aguas                                                       | Área drenaje km² | Observaciones |
| --------------------------------------------------------- | --------- | ------------ | ----------------------------------------------------------- | ---------------- | ------------- |
| 070 Costeras entre límite regional y Río Mataquito (mapa) |           |              |                                                             |                  |               |
| 070                                                       | 0700      | 07000        | Lago Vichuquén                                              | 614              |               |
| total:                                                    | 1         | 1            | Región: VII (100%) / Tipo: Exorreica / Desemb.: O. Pacífico | 614              |               |

La disposición de cuencas en el inventario DARH es la siguiente:
| Código     | Nombre                       | Código en mapa               | Tipología de cuenca          | Vertiente de cuenca          | Origen de cuenca             | Temperatura media anual (C°) | Temperatura máxima (C°)      | Temperatura mínima (C°)      | Precipitación anual (mm)     | Número de estaciones fluviométricas | Número de estaciones pluviométricas | Área (km²)                   |
| ---------- | ---------------------------- | ---------------------------- | ---------------------------- | ---------------------------- | ---------------------------- | ---------------------------- | ---------------------------- | ---------------------------- | ---------------------------- | ----------------------------------- | ----------------------------------- | ---------------------------- |
| 0700       | Cuencas Costeras Maule Norte | Cuencas Costeras Maule Norte | Cuencas Costeras Maule Norte | Cuencas Costeras Maule Norte | Cuencas Costeras Maule Norte | Cuencas Costeras Maule Norte | Cuencas Costeras Maule Norte | Cuencas Costeras Maule Norte | Cuencas Costeras Maule Norte | Cuencas Costeras Maule Norte        | Cuencas Costeras Maule Norte        | Cuencas Costeras Maule Norte |
| 070000     | Lago Vichuquen               | 0                            | Exorreica                    | Pacífico                     | Pluvial                      | 13.8                         | 27.2                         | 4.3                          | 809.8                        | 0                                   | 0                                   | 235.1                        |
| 0700000000 | Laguna Tilicura              | 1                            | Exorreica                    | Pacífico                     | Pluvial                      | 14.1                         | 28.3                         | 4.2                          | 798.2                        | 0                                   | 0                                   | 254.1                        |
| 070001     | Iloca                        | 0                            | Exorreica                    | Pacífico                     | Pluvial                      | 13.3                         | 26.4                         | 4.0                          | 840.3                        | 0                                   | 0                                   | 131.0                        |

## Hidrología
Un informe de la CONAF describe flujos cambiantes de dirección entre la laguna Torca y el lago Vichuquén a través del estero Llico:
La unidad está inserta en un sistema lacustre formado por la laguna Torca, el lago Vichuquén, la laguna de Agua Dulce que no tiene desague superficial. La laguna Torca recibe las aguas de la pequeña subcuenca del mismo nombre, donde no hay cursos de agua permanente y del lago Vichuquén , especialmente cuando el Invierno es muy lluvioso, observándose que el agua penetra hacia ella por su canal de desague, pasando primeramente por el estero Llico y posteriormente la evacúa por el mismo canal.: 30 

### Red hidrográfica
Los cuerpos de agua considerados en esta categoría son:

### Caudales y régimen
Como indica el registro del inventario DARH, todas las cuencas tienen un régimen pluvial.

### Humedales
El Ministerio del Medio Ambiente de Chile no consigna humedales de tipo alguno en este ítem.

### Glaciares
El inventario público de glaciares de Chile 2022 no consigna glaciares en esta zona.

## Clima

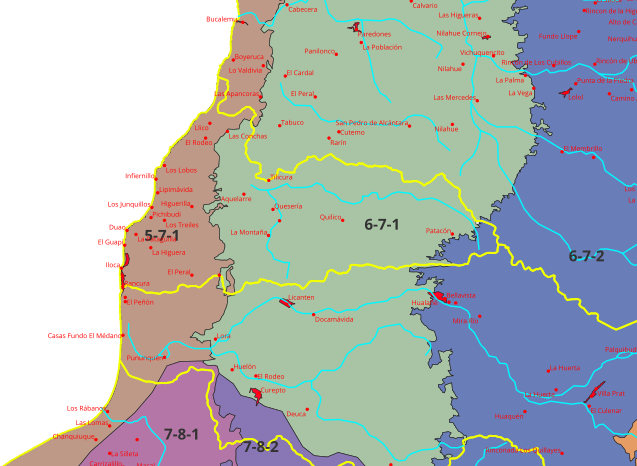
Distritos agroclimáticos en el ítem 070 del inventario BNA de cuencas de Chile según el Atlas agroclimático de Chile. Las líneas amarillas son los límites de las cuencas o ítems.

El Atlas agroclimático de Chile distingue 3 distritos agroclimáticos en la cuenca:
- 5-7-1 Templado cálido supratermal con régimen de humedad semiárido (Csb2Sa). La temperatura oscila entre un máximo de enero de 23,7 °C (máx de 25,2 °C y mín de 21 °C dentro del distrito) y un mínimo de julio de 6,5 °C (máx de 7,7 °C y mín de 6 °C dentro del distrito). Tiene un promedio de 345 días consecutivos libres de heladas. En el año se registra un promedio de 1 helada. El período de temperaturas favorables a la actividad vegetativa dura 12 meses. Registra anualmente 1.375 días grado y 249 horas de frío acumuladas hasta el 31 de Julio. La precipitación media anual es de 616 mm y un período seco de 7 meses, con un déficit hídrico de 828 mm/año. El período húmedo dura 4 meses durante los cuales se produce un excedente hídrico de 230 mm.
- 6-7-1 Templado cálido supratermal con régimen de humedad semiárido (Csb2Sa). La temperatura oscila entre un máximo de enero de 26,7 °C (máx de 28,5 °C y mín de 24 °C dentro del distrito) y un mínimo de julio de 5,4 °C (máx de 7 °C y mín de 5 °C dentro del distrito). Tiene un promedio de 339 días consecutivos libres de heladas. En el año se registra un promedio de 5 heladas. El período de temperaturas favorables a la actividad vegetativa dura 11 meses. Registra anualmente 1.569 días grado y 423 horas de frío acumuladas hasta el 31 de Julio. La precipitación media anual es de 638 mm y un período seco de 7 meses, con un déficit hídrico de 914 mm/año. El período húmedo dura 4 meses durante los cuales se produce un excedente hídrico de 228 mm.
- 6-7-2 Templado cálido supratermal con régimen de humedad semiárido (Csb2Sa). La temperatura oscila entre un máximo de enero de 29,7 °C (máx de 30,9 °C y mín de 28,1 °C dentro del distrito) y un mínimo de julio de 5,2 °C (máx de 6,1 °C y mín de 4,4 °C dentro del distrito). Tiene un promedio de 281 días consecutivos libres de heladas. En el año se registra un promedio de 5 heladas. El período de temperaturas favorables a la actividad vegetativa dura 9 meses. Registra anualmente 1.802 días grado y 490 horas de frío acumuladas hasta el 31 de Julio. La precipitación media anual es de 645 mm y un período seco de 7 meses, con un déficit hídrico de 1.027 mm/año. El período húmedo dura 4 meses durante los cuales se produce un excedente hídrico de 220 mm.

Diagrama Walter Lieth para la localidad de Iloca en la Región del Maule, Chile.

Los diagramas Walter Lieth muestran con un área azul los periodos en que las precipitaciones sobrepasan la cantidad de agua que el calor del sol evapora en el mismo lapso de tiempo, (un promedio de 10 °C mensuales evaporan 20 mm de agua caída) dejando un clima húmedo. Por el contrario, las zonas amarillas indican que durante ese tiempo el agua caída puede ser evaporada por el calor del sol. El área gris señala meses muy húmedos.

## Áreas bajo protección oficial y conservación de la biodiversidad
El Ministerio del Medio Ambiente señala dos áreas protegidas en el ítem, la reserva nacional Laguna Torca y el santuario de la naturaleza de la Laguna Torca.